# Teodora de Saxe-Meiningen (1890–1972)
Se procura a filha da princesa Carlota da Prússia, consulte Teodora de Saxe-Meiningen.
Teodora de Saxe-Meiningen (Hanôver, 29 de Maio de 1890 – Friburgo em Brisgóvia, 12 de Março de 1972) foi a filha mais velha do príncipe Frederico João de Saxe-Meiningen, filho mais novo de Jorge II, Duque de Saxe-Meiningen, e da condessa Adelaide de Lippe-Biesterfeld, filha de Ernsto, Conde de Lippe-Biesterfeld. Depois do seu casamento, passou a ser conhecida como grã-duquesa de Saxe-Weimar-Eisenach.

## Biografia

### Casamento
Durante uma visita de verão ao palácio de Wilhelmshöhe, Teodora foi incentivada por um parente seu, o imperador Guilherme II a apresentar-se ao viúvo Guilherme Ernesto, Grão-Duque de Saxe-Weimar-Eisenach. Nessa altura, o grão-duque estava a prestar serviço militar na artilharia prussiana. No entanto, apesar do papel que teve no noivado, o imperador Guilherme recusou o convite para o casamento. Esta decisão causou muita especulação, uma vez que tanto ele como a esposa eram muito chegados ao grão-duque. Muitos consideraram que tal se deveu ao facto de tanto o imperador se dar mal com o avô de Teodora, Jorge II, duque de Saxe-Meiningen, cujo casamento morganático com Ellen Franz tinha desagradado a muitos membros da realeza, incluindo Guilherme. Jorge era também o único membro de uma casa real alemã que ainda não tinha visitado o imperador desde que este tinha subido ao trono em 1888, e nunca recebia convidados da família imperial da Alemanha em sua casa. A censura de Guilherme foi ainda mais surpreendente na altura porque, pouco tempo antes, este tinha autorizado um casamento entre um príncipe Hohenzollern (Frederico Guilherme da Prússia, filho do príncipe Alberto da Prússia) com uma mulher da nobreza que tinha uma posição muito mais inferior. Era considerado estranho que ele se recusasse a reconhecer um casamento entre duas pessoas na mesma posição, mas que permitisse outro em circunstâncias diferentes, ainda mais tendo em conta que o casamento desigual foi entre membros da sua própria família, que se encontrava sujeita aos comportamentos e regras rigorosos dos Hohenzollern.
O facto de o imperador não ter aparecido no casamento foi tão mal visto em Saxe-Meiningen que quando os jornais deram a notícia, o palácio real decidiu emitir um comunicado no qual afirmava que ele nunca tinha sido convidado.
A 14 de janeiro de 1910, em Meiningen, Teodora casou-se com Guilherme Ernesto. Foi a sua segunda esposa (a primeira, a princesa Carolina Reuss de Greiz morreu sem deixar filhos dezoito meses depois do casamento, em 1905). O primeiro casamento de Guilherme tinha sido infeliz e a sua esposa tinha até fugido para a Suíça. Depois de a convencerem a regressar à corte, ela acabou por morrer pouco tempo depois, sendo que algumas fontes afirmam que se terá suicidado.

### Vida na corte
O casamento de Teodora foi infeliz; a corte de Weimar era considerada uma das mais rígidas em termos de etiqueta na Alemanha. Uma fonte recordouː

"Lá, a realeza é mantida numa espécie de prisão, e embora o grão-duque prospere neste ambiente e é demasiado conservador para admitir qualquer mudança, acaba por sufocar os membros mais espirituosos da família".

Teodora sentia-se infeliz neste ambiente e, aos 23 anos, soube-se que tinha sido enviada para um sanatório por motivos de saúde.Sofreu vários ataques graves de sarampo e escarlatina que contraiu devido às visitas que fazia a um hospital que tinha fundado. O facto de passar grande parte do seu tempo nesse hospital devia-se ao facto de se sentir infeliz na corte e ver aquele lugar como um refúgio. A etiqueta demasiado exigente também a distanciou a ela e aos filhos do grão-duque Embora não haja relatos de que o seu marido fosse violento, segundo uma fonte ele era:

"Um dos soberanos mais ricos da Europa; estoico, bem-comportado, embutido com um grande orgulho da sua raça, e com um sentido muito recto daquilo que devem fazer os que são escolhidos pelo Senhor. É também um dos governantes alemães mais respeitados e digno (...) o grão-duque é muito aborrecido e a sua corte reflecte o ambiente do seu carácter neste sentido, e de tal forma que Weimar se tornou uma das capitais mais melancólicas da Europa".

Teodora era muito popular entre as classes média e baixa de Weimar, algo que se devia sobretudo ao charme e gentileza que mostrava perante os pobres e os que sofriam.

### Últimos anos
A 9 de Novembro de 1918, Guilherme Ernesto juntamente com todos os outros monarcas alemãs após a derrota da Alemanha na [Primeira Guerra Mundial]] foi forçado a abdicar. O seu trono e todas as suas terras foram perdidos e ele fugiu com a família para a Silésia, onde morreu três anos depois. Teodora morreu a 12 de Março de 1972 em Freiburg im Breisgau, Alemanha.

### Descendência
Teodora e o marido tiveram quatro filhos:
1. Sofia de Saxe-Weimar-Eisenach (20 de março de 1911 - 21 de novembro de 1988), casada com Friedrich Günther, Príncipe de Schwarzburg, de quem se divorciou um ano depois; sem descendência;
2. Carlos Augusto, Grão-Duque Hereditário de Saxe-Weimar-Eisenach (28 de julho de 1912 - 14 de outubro de 1988), casado com a baronesa Isabel de Wangenheim-Winterstein; com descendência;
3. Bernardo de Saxe-Weimar-Eisenach (3 de março de 1917 - 23 de março de 1986), casado com a princesa Felicitas de Salm Horstmar; com descendência, incluindo a princesa Catarina Teodora de Saxe-Weimar-Eisenach, casada com o príncipe Emanuel José de Hohenzollern-Emden, filho de Francisco José, Príncipe de Hohenzollern-Emden (divorciaram-se em 1985);
4. Jorge de Saxe-Weimar-Eisenach (24 de novembro de 1921 - 11 de março de 2011), mudou de nome para Jörg Brena em 1953 e renunciou aos seus direitos de sucessão.

## Títulos, formas de tratamento, honras e brasão de armas

### Títulos e formas de tratamento
- 29 de maio de 1890 – 21 de janeiro de 1910: Sua Alteza Sereníssima, a princesa Teodora de Saxe-Meiningen
- 21 de janeiro de 1910 – 9 de novembro de 1918: Sua Alteza Real, a Grã-Duquesa de Saxe-Weimar-Eisenach
- Como pretendente
  - 9 de novembro de 1918 - 24 de abril de 1923: Sua Alteza Real, a Grã-Duquesa de Saxe-Weimar-Eisenach
- Como pretendente
  - 24 de abril de 1923 - 12 de março de 1972: Sua Alteza Real, a Grã-Duquesa viúva de Saxe-Weimar-Eisenach

## Genealogia
| eodora de Saxe-Meiningen (1890–1972) | Pai: Frederico João de Saxe-Meiningen | Avô paterno: Jorge II, Duque de Saxe-Meiningen   | Bisavô paterno: Bernardo II, Duque de Saxe-Meiningen        |
| eodora de Saxe-Meiningen (1890–1972) | Pai: Frederico João de Saxe-Meiningen | Avô paterno: Jorge II, Duque de Saxe-Meiningen   | Bisavó paterna: Maria Frederica de Hesse-Cassel             |
| eodora de Saxe-Meiningen (1890–1972) | Pai: Frederico João de Saxe-Meiningen | Avó paterna: Teodora de Hohenlohe-Langenburg     | Bisavô paterno: Ernesto I, Príncipe de Hohenlohe-Langenburg |
| eodora de Saxe-Meiningen (1890–1972) | Pai: Frederico João de Saxe-Meiningen | Avó paterna: Teodora de Hohenlohe-Langenburg     | Bisavó paterna: Teodora de Leiningen                        |
| eodora de Saxe-Meiningen (1890–1972) | Mãe: Adelaide de Lippe-Biesterfeld    | Avô materno: Ernesto, Conde de Lippe-Biesterfeld | Bisavô materno: Júlio, Conde de Lippe-Biesterfeld           |
| eodora de Saxe-Meiningen (1890–1972) | Mãe: Adelaide de Lippe-Biesterfeld    | Avô materno: Ernesto, Conde de Lippe-Biesterfeld | Bisavó materna: Adelaide de Castell-Castell                 |
| eodora de Saxe-Meiningen (1890–1972) | Mãe: Adelaide de Lippe-Biesterfeld    | Avó materna: Carolina de Wartensleben            | Bisavô materno: Leopoldo, Conde von Wartensleben            |
| eodora de Saxe-Meiningen (1890–1972) | Mãe: Adelaide de Lippe-Biesterfeld    | Avó materna: Carolina de Wartensleben            | Bisavó materna: Mathilde Halbach                            |